# 배기가스연소탑

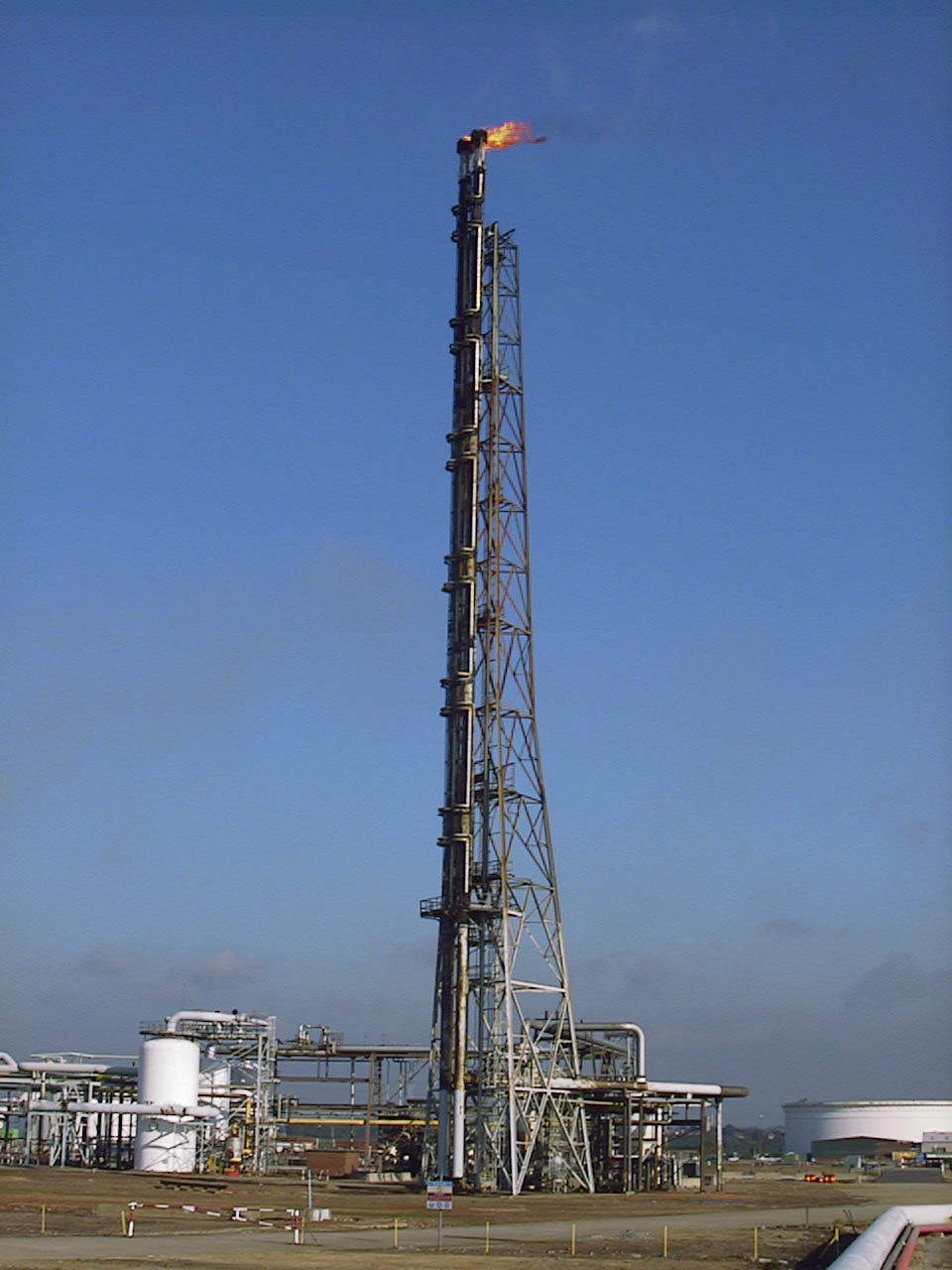
영국의 Shell Haven 정유소

배기가스연소탑  혹은 배기가스연소기(배기가스연소설비, 배기가스연소장치, 배출가스연소탑, 배출가스 연소장치, 연소기, 연소설비, 잉여가스연소기, 연소시험장치, 플레어스택 등으로 번역됨)라고 불리는 이 시설은 배기가스를 연소하는 장치이며, 석유 정유소, 화학 공장, 천연가스 처리공장, 석유/가스 생산지, 유정(oil wells), 가스정(gas wells) 등 산업용 공장에서 사용된다.

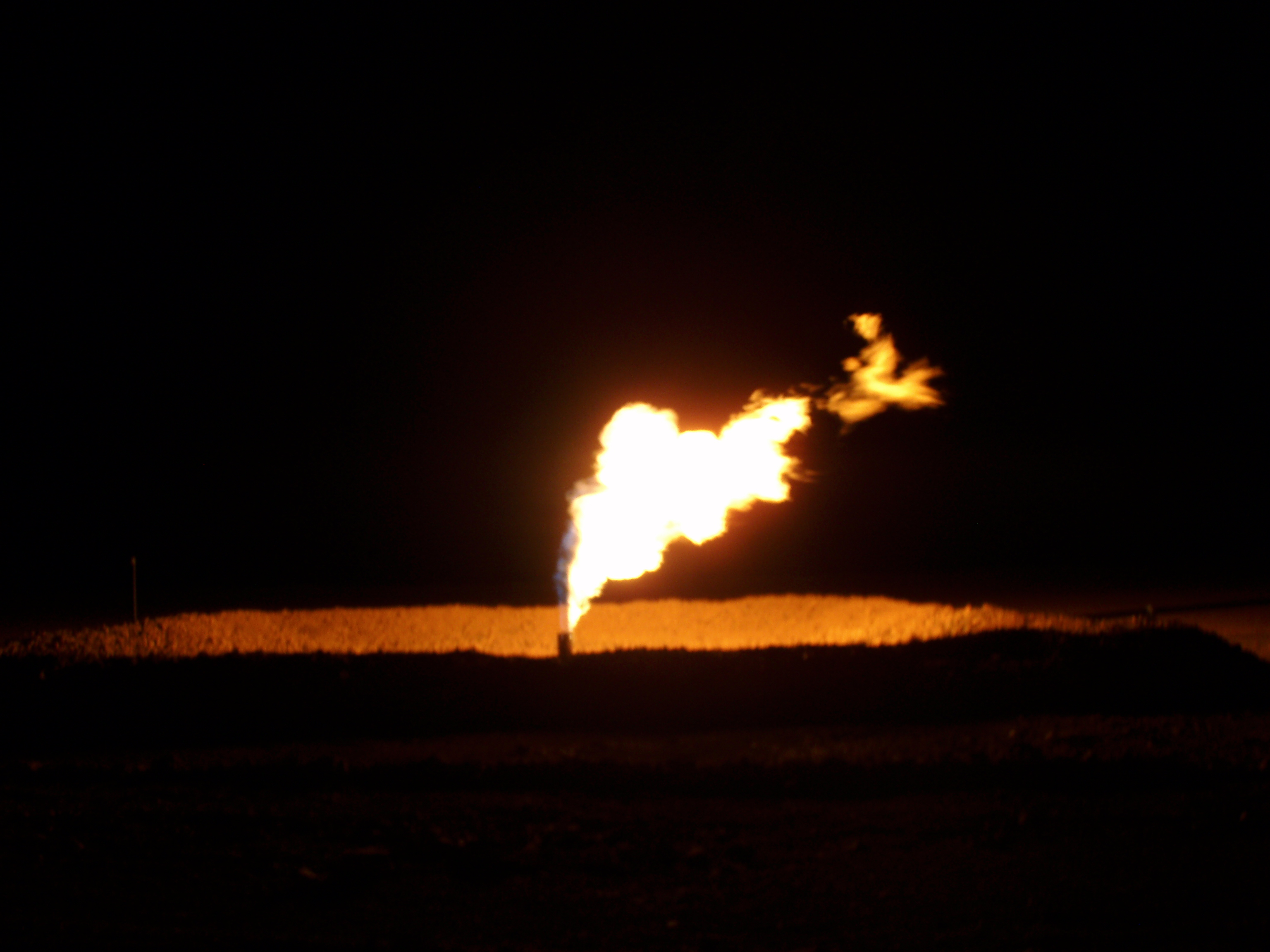
가스 연소(노스다코타주)

산업용 공장에서 배기가스연소탑은 주로 공장 설비가 계획하지 않은 혹은 과도한 압박을 가한 경우 방출되는 가연성 가스를 태우는 데 이용된다. 공장 설비를 전부 혹은 일부 가동 시작할 때나 혹은 멈출 때, 비교적 짧게 계획된 가스 연소를 위해 배기가스연소탑이 사용되기도 한다.